# Garza-Salinas II
Garza-Salinas II es un lugar designado por el censo ubicado en el condado de Starr en el estado estadounidense de Texas. En el Censo de 2010 tenía una población de 719 habitantes y una densidad poblacional de 3.514,02 personas por km².

## Geografía
Garza-Salinas II se encuentra ubicado en las coordenadas 26°21′6″N 98°45′34″O / 26.35167, -98.75944. Según la Oficina del Censo de los Estados Unidos, Garza-Salinas II tiene una superficie total de 0.2 km², de la cual 0.2 km² corresponden a tierra firme y (0%) 0 km² es agua.

## Demografía
Según el censo de 2010, había 719 personas residiendo en Garza-Salinas II. La densidad de población era de 3.514,02 hab./km². De los 719 habitantes, Garza-Salinas II estaba compuesto por el 99.3% blancos, el 0% eran afroamericanos, el 0% eran amerindios, el 0% eran asiáticos, el 0% eran isleños del Pacífico, el 0.56% eran de otras razas y el 0.14% pertenecían a dos o más razas. Del total de la población el 100% eran hispanos o latinos de cualquier raza.